# Clique (émission de télévision)
 (décembre 2021).
 (octobre 2022).
Si vous disposez d'ouvrages ou d'articles de référence ou si vous connaissez des sites web de qualité traitant du thème abordé ici, merci de compléter l'article en donnant les références utiles à sa vérifiabilité et en les liant à la section « Notes et références ».
Clique est une émission de télévision française de divertissement autour de la contre-culture présentée par Mouloud Achour. Elle est diffusée sur la chaîne Canal+ à partir du 14 septembre 2013.
À la rentrée 2022, l'émission est une quotidienne diffusée sur Canal+.
En Belgique et au Luxembourg, l'émission est diffusée sur Be 1.
L'émission est diffusée « en clair » (accessible sans abonnement) du lundi au jeudi en access prime-time à 19h45 et principalement en direct (excepté le jeudi où l'émission est enregistrée) .
Clique est un talk-show qui souhaite avoir une image de "média jeune" en amenant de nouveaux talents à la télévision.

## Clique Dimanche (2017-2022)
Émission de 52 minutes au format Hebdomadaire, Clique Dimanche est diffusé à 14h25 sur Canal+ à partir du 10 septembre 2017. Chaque émission comporte deux interviews longues, ainsi que plusieurs reportages de société et de culture. Parallèlement, en novembre 2018, Clique devient une chaîne à part entière, Clique TV, disponible sur les offres Canal +. La chaîne Clique TV arrête sa diffusion à l'antenne en août 2022.

## Clique la Quotidienne (2022-2023)
Le 30 août 2022, peu après que Canal+ ait annoncé la décision de fermer la chaîne Clique TV, l'émission devient une quotidienne diffusée à 19h15, la première étant diffusée le 3 octobre. Plus axée sur le digital et les recommandations culturelles, elle a pour chroniqueurs, entre autres, Yacine Belhousse, Freddy Gladieux et Laurie Peret.

## Clique la Quotidienne (2023-2024)
Le 13 juin 2023, Mouloud Achour annonce à l'antenne une nouvelle saison de la quotidienne. Maintenant diffusée à 19h45, sans chroniqueurs ni public, l'émission est remaniée, et a pour thème l'information et les longues interviews Clique X, et comporte plusieurs Magnétos à concept, notamment "Au Coiffeur", "Bad Pitch" ou "Le Clique Sûr".

## Chroniqueurs
- Clémentine Levy (2013-2014) mannequin, décode les nouvelles tendances.
- Louise Chen (2013-2014) DJ dans le collectif "Girls Girls Girls", décode les nouvelles tendances.
- Joséphine Draï (2013-2014) comédienne, répond aux problèmes de cœur des téléspectateurs
- Daniel Morin (2013-2014), humoriste
- Mehdi Meklat et Badroudine Abdallah (2013) Bondy Blog, France Inter
- Abdel Bounane (2013-2014), journaliste, rédacteur en chef d'"Amusement", (magazine du numérique).
- Sébastien Abdelhamid (2013-2014, 2022), journaliste, spécialiste des jeux vidéo

- Roman Frayssinet (depuis janvier 2018)
- Djimo (2019-2023)
- Redouane Bougheraba (2019-2023)
- Charlotte Vautier (2022-2023)
- Mademoiselle Agnes (2022-2023)
- Pauline Clavière (2022-2023)
- Yacine Belhousse (2022-2023)
- Freddy Gladieux (2022-2023)

## Déclinaisons
- Clique x (2014-2017)

Clique X, ce sont de longues conversations entre Mouloud Achour et son invité, une galerie de portraits de personnalités qui dessinent les contours du monde de demain.
- Clique by (2015-2018)

Une personnalité ou un groupe prend le contrôle de Clique et nous livre ses coups de cœur culturels.

## Réception
Dès la rentrée 2022, l'émission Clique est de nouveau diffusée sur Canal+. Celle-ci réalise alors des audiences décevantes, atteignant parfois 0% de part de marché . Cet échec est toutefois atténué par le succès de la diffusion du programme en numérique.